# Osmoterapia
L'osmoterapia o terapia osmotica è l'uso di sostanze osmoticamente attive per ridurre il volume del contenuto fluido intracranico e, di conseguenza, la pressione intracranica.
L'osmoterapia è il trattamento medico principale per l'edema cerebrale.